# Bors Györgyi Borbála
Bors Györgyi Borbála (Tapolca, 1977 –) magyar festőművész, a kortárs magyar geometrikus absztrakt képzőművészet képviselője.

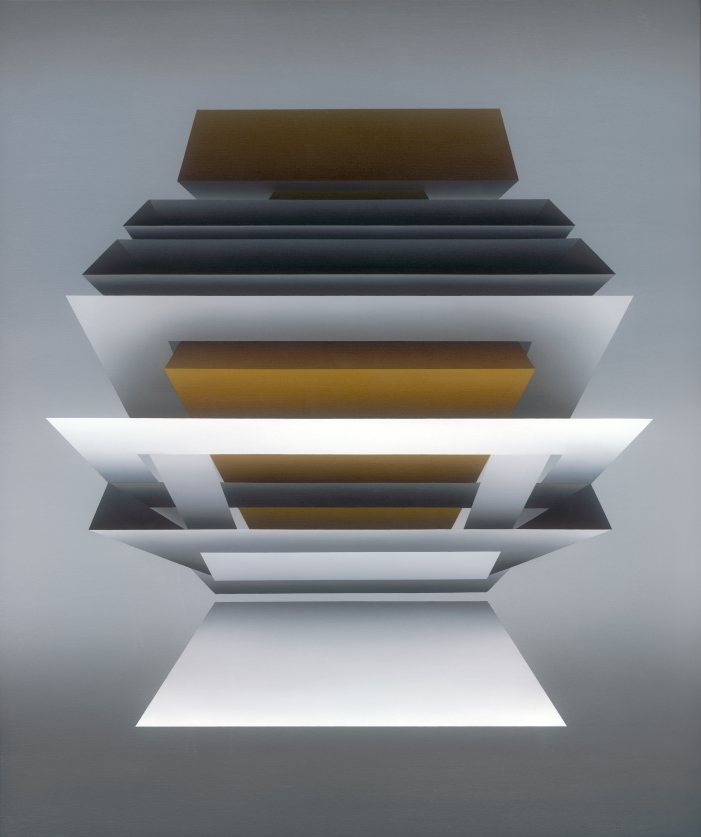

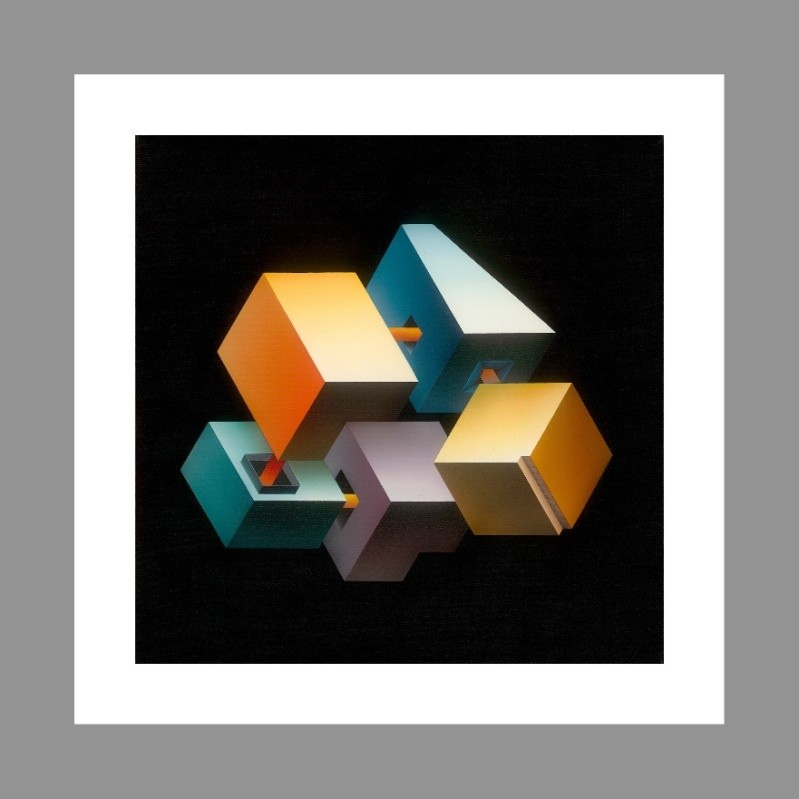

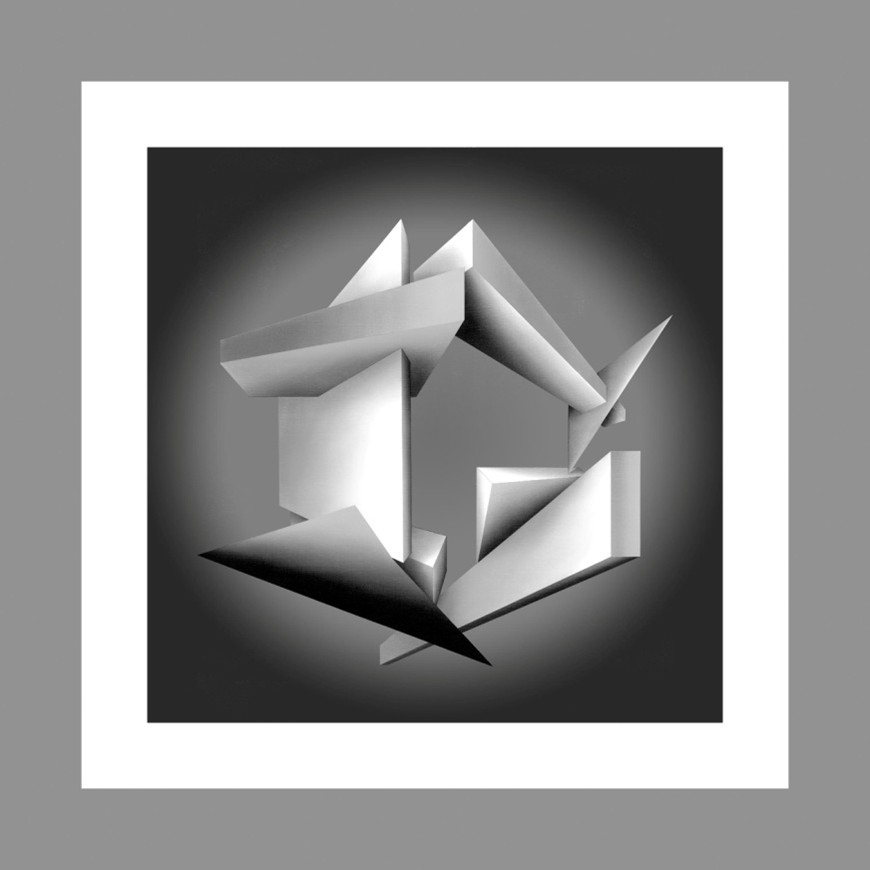

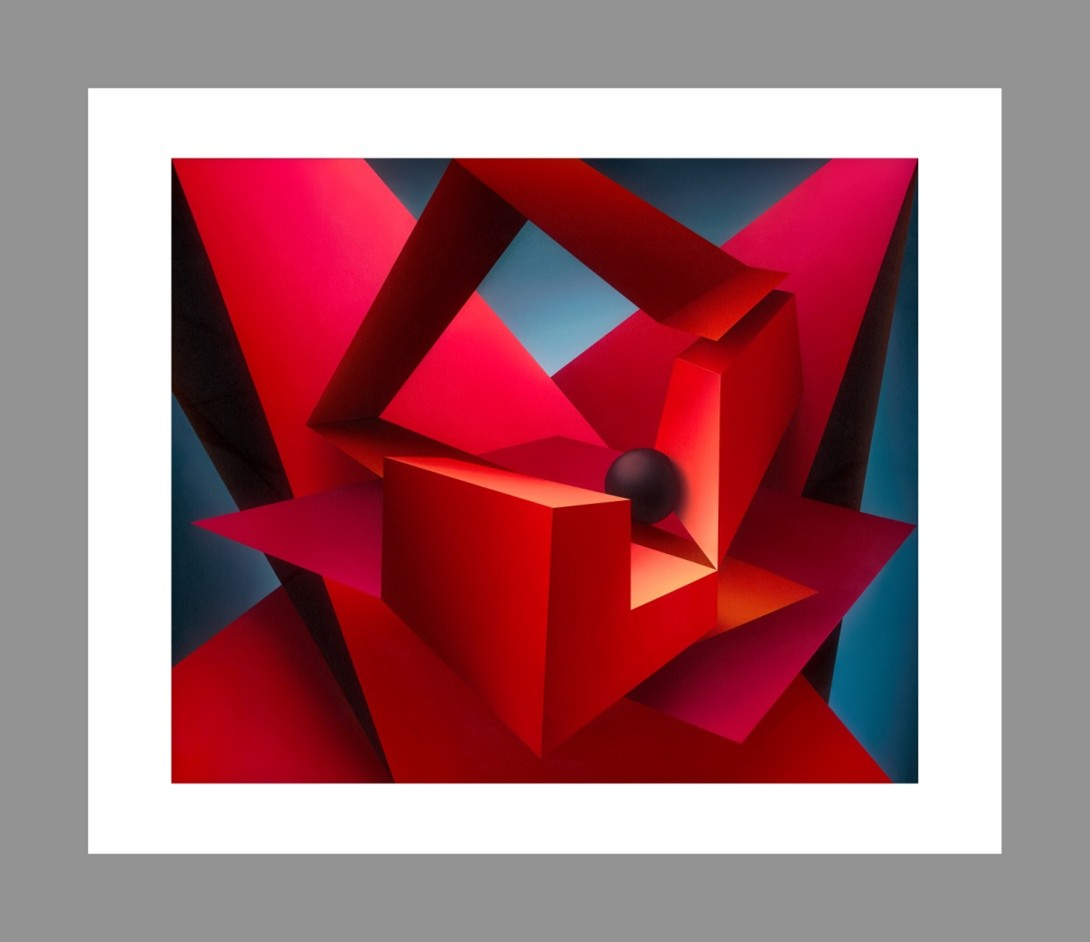

## Élete
"Édesanyja korai halála meghatározó volt az életében. Nővérével együtt nyolcéves korától 18 éves koráig állami gondozásban nevelkedett. Ezekben az években kezdett a művészet felé fordulni. 2007-ben diplomázott a Zsigmond Király Főiskola (mai nevén Milton Friedman Egyetem) Művelődésszervező szakán.
Kezdetben grafikai tanulmányokat folytatott, majd 2017-től elsajátította és magas szinten alkalmazza az olajfestés különböző technikáit. Folyamatosan képzi magát ábrázoló geometriából." (Részlet "A klasszikusoktól az absztraktig" című tárlatmegnyitón elhangzott bemutatóból) 

## Művészete
2017-től 2023-ig képein a geometrikus motívumok mellett esetenként lírai absztrakt elemeket is alkalmazott. 2023-tól tisztán geometrikus motívumokkal dolgozik. Meghatározó számára a reneszánsz művészet az olajfestés technikájával és a perspektiva ábrázolásával, az orosz avantgárd festészet a geometrikus absztrakt elemekkel mesélt történetekkel (El Liszickij), és az ábrázoló geometria a maga szigorú szabályaival.
Festményeihez mindig olajfestéket, ecsetet és vásznat használ.
Általában nem készít vázlatot. A gondolataiban, geometrikus elemekkel megjelenő képet, történetet rendezi kompozícióba és szerkeszti fel közvetlenül a vászonra, majd ezt fejleszti tovább az alkotói folyamat során. Képei alapvetően harmóniát mutatnak, a pontos szerkesztettség, a geometrikus alapformák, a tér és az alkalmazott színek harmóniáját. Az egyszerűség azonban látszólagos. A több térábrázolási szabály egyidejű, adott képen belüli betartása geometriai paradoxon és szürreális, a valóságban lehetetlen helyzeteket teremt, ilyen vonatkozásban Maurits Cornelis Escher és Orosz István (grafikus) kompozícióihoz hasonlóak.  
2024-ben kezdett sokszorosított grafikával foglalkozni, amihez az alapot minden esetben egy-egy olajfestménye adja. A festmények beszkennelt képén csak kis mértékben, a grafikai jelleg erősítése érdekében módosít. Ezek a Fabriano papírra készített archiv pigment nyomatok új anyagban és más méretben mutatják be kompozícióit vagy annak egy kiemelt részletét (Fragment sorozat), ezáltal új összefüggéseket és új értelmezési lehetőségeket tárnak fel.

## Művészeti albumok
- Bors– Mengyán, Saját terek - Own Spaces, Pauker Holding Kft, 2025, ISBN 978-615-5456-94-7
- Bruxelles Art Vue, - Power of Color 2021 -, ISBN 978-83-961136-5-8
- Artist of the Year - The Artist Lounge issue 02, Amazon, 2021, ISBN 9798763814620)

## Hazai kiállításai (válogatás)
- 2025 - FUGA Budapesti Építészeti Központ - Saját terek - Mengyán Andrással közösen[2]
- 2023 - K28 Galéria - METSZET -, Budapest[3]
- 2023 - Hansági Múzeum - Realista absztrakt, Absztrakt realizmus, (BoGart), Mosonmagyaróvár, HU [4]
- 2021 - EVENT Galéria - Circus Flow - Cirkusz-Művészet-Alkotás, Visegrád [5]

## Nemzetközi kiállítások (válogatás)
- 2024 - Abstract Project Gallery, Párizs, F [6]
- 2024 - Barron Arts Center, NJ, USA [7]
- 2023 - Art Lab, Staten Island- Snug Harbor Cultural Center - Reappearance - New York, USA

- 2022 - MONAT Gallery – Crossing Paths - Madrid, ES [9]
- 2022 - Museo Diocesano San Matteo, -Sublimina-, Salerno, I [10]
- 2021 - Studio Montclair Gallery - Absolute Abstraction -, New Jersey, USA
- 2021 - Hongkongi Művészeti Központ, A new and different world - Hong Kong, C

## Art Fair részvétel
- 2025-2024-2023 - Art and Antique Kortárs és Klasszikus Művészeti Kiállítás és Vásár, Budapest, HU [11] [12] [13]
- 2024 - Füred Art Week, Balatonfüred, HU [14]
- 2023 - ART MARKET Budapest 2023, HU [15]
- 2022 - Luxemburg Art Fair, L [16]
- 2021 - London Art Fair, UK

## Biennale részvételek
- 2024 - Chianciano Biennale 2024, Chianciano (SI), I [17] [18]
- 2024 - XX. Táblaképfestészeti Biennálé, Szeged, HU [19]
- 2023 - London Art Biennale 2023, UK [20]

## Tagság
- MAOE (Magyar Alkotóművészek Országos Egyesülete)
- DGAA (Discursive Geometry Art Association)

## Alkotások közintézményekben
- Magyar Cirkuszművészeti Múzeum közgyűjteménye

## Publicisztika
- Corriere dell" Arte (2021) [21]
- Művész Ma NovArt szemle - Bors Györgyi (2023.07.15. - Festészet, Kortárs Művészek) [22]